# Alexander Hack
Alexander Hack (Memmingen, 8 settembre 1993) è un calciatore tedesco, difensore  del N.Y. Red Bulls.

## Caratteristiche tecniche
È un difensore centrale.

## Carriera

### Club
Ha esordito in Bundesliga il 28 novembre 2015 con la maglia del Magonza in un match vinto 2-1 contro l'Eintracht Francoforte.

### Nazionale
Ha giocato nella nazionale tedesca Under-20.

## Statistiche

### Presenze e reti nei club
Statistiche aggiornate al 3 febbraio 2025.
| Stagione        | Squadra         | Campionato      | Campionato | Campionato | Coppe nazionali | Coppe nazionali | Coppe nazionali | Coppe continentali | Coppe continentali | Coppe continentali | Altre coppe | Altre coppe | Altre coppe | Totale | Totale |
| Stagione        | Squadra         | Comp            | Pres       | Reti       | Comp            | Pres            | Reti            | Comp               | Pres               | Reti               | Comp        | Pres        | Reti        | Pres   | Reti   |
| --------------- | --------------- | --------------- | ---------- | ---------- | --------------- | --------------- | --------------- | ------------------ | ------------------ | ------------------ | ----------- | ----------- | ----------- | ------ | ------ |
| 2012-2013       | Memmingen       | REG             | 33         | 2          | CG              | 0               | 0               |                    | -                  | -                  |             | -           | -           | 33     | 2      |
| 2013-2014       | Unterhaching    | 3L              | 29         | 1          | CG              | 0               | 0               |                    | -                  | -                  |             | -           | -           | 29     | 1      |
| 2015-2016       | Magonza         | BL              | 7          | 0          | CG              | 0               | 0               |                    | -                  | -                  |             | -           | -           | 7      | 0      |
| 2016-2017       | Magonza         | BL              | 15         | 0          | CG              | 1               | 0               | UEL                | 2                  | 1                  |             | -           | -           | 18     | 1      |
| 2017-2018       | Magonza         | BL              | 15         | 1          | CG              | 2               | 0               |                    | -                  | -                  |             | -           | -           | 17     | 1      |
| 2018-2019       | Magonza         | BL              | 14         | 1          | CG              | 1               | 0               |                    | -                  | -                  |             | -           | -           | 15     | 1      |
| 2019-2020       | Magonza         | BL              | 14         | 0          | CG              | 0               | 0               |                    | -                  | -                  |             | -           | -           | 14     | 0      |
| 2020-2021       | Magonza         | BL              | 21         | 1          | CG              | 1               | 0               |                    | -                  | -                  |             | -           | -           | 22     | 1      |
| 2021-2022       | Magonza         | BL              | 28         | 3          | CG              | 2               | 0               |                    | -                  | -                  |             | -           | -           | 30     | 3      |
| 2022-2023       | Magonza         | BL              | 19         | 0          | CG              | 3               | 1               |                    | -                  | -                  |             | -           | -           | 22     | 1      |
| Totale Magonza  | Totale Magonza  | Totale Magonza  | 133        | 6          |                 | 10              | 1               |                    | 2                  | 1                  |             | -           | -           | 145    | 8      |
| 2023-2024       | Al-Qadisiya     | PD              | 27         | 1          | KC              | 1               | 0               | -                  | -                  | -                  | -           | -           | -           | 28     | 1      |
| Totale carriera | Totale carriera | Totale carriera | 222        | 10         |                 | 11              | 1               |                    | 2                  | 1                  |             | -           | -           | 235    | 12     |

## Palmarès

### Club

#### Competizioni nazionali
- Prima Divisione (Arabia Saudita): 1

Al-Qadisiya: 2023-2024